# Aleksandr Panajotow
Aleksandr Siergiejewicz Panajotow (ros. Александр Сергеевич Панайотов, ukr. Олександр Сергійович Панайотов; ur. 1 lipca 1984 w Zaporożu) – ukraińsko-rosyjski piosenkarz.

## Życiorys

### Rodzina i edukacja
Urodził się w Zaporożu lub w Leningradzie. Pochodzi z rodziny robotniczej, jego ojciec pracował jako pracownik budowlany, a matka była kucharką.
W wieku 10 lat rozpoczął naukę w szkole muzycznej, dwa lata później zadebiutował na profesjonalnej scenie, uczestnicząc w lokalnych konkursach muzycznych. Mając 15 lat, skomponował swoje pierwsze piosenki, z którymi zgłaszał się do konkursów. Po ukończeniu nauki w liceum i w szkole muzycznej (z wyróżnieniem) przeprowadził się do Kijowa, gdzie kontynuował studia na wydziale wokalnym.

### Kariera zawodowa
W 2000 wygrał międzynarodowy konkurs muzyczny „Czernomorskije igry” (Igrzyska Czarnomorskie) w Skadowśku, a także zajął trzecie miejsce na Międzynarodowym Festiwalu Sztuk „Słowiański Bazar”. W 2001 wygrał konkurs „Zołotoj szlagier” (Złoty Przebój) organizowany w Mohylewie, a także festiwal „Diskawieri” w Bułgarii i festiwal „Morie druziej” (Morze przyjaciół) w Jałcie. W 2003 wyjechał do Moskwy, gdzie wziął udział w przesłuchaniach do reality show Stań zwiezdoj, którego ostatecznie został finalistą. Po powrocie do Kijowa założył zespół muzyczny Alijans, który cieszył się dużą rozpoznawalnością w Kijowie, dzięki czemu grał w wielu lokalnych klubach muzycznych.
W 2003 zajął drugie miejsce w finale programu Narodnyj artist i trafił na honorową Księgę Czerwoną Zaporoża (ros. Krasnaja kniga Zaporożja). Po udziale w programie Narodnyj artist podpisał kontrakt muzyczny z Jewgienijem Fridlandem i Kimem Briejtburgiem. W 2005 z piosenką „Bałałajka”, nagraną z Aleksiejem Czumakowem, zajął piąte miejsce w finale rosyjskich eliminacji do 50. Konkursu Piosenki Eurowizji. W 2006 wydał swój debiutancki, solowy album pt. Ledi dożdia. W 2007 znalazł się na liście pięciu wykonawców branych pod uwagę podczas wyboru reprezentanta Rosji w 52. Konkursie Piosenki Eurowizji. W 2008 z utworem „Crescent and Cross” zajął drugie miejsce w finale krajowych selekcji do 53. Konkursu Piosenki Eurowizji.
W 2010 wydał album pt. Formuła lubwi, zajął szóste miejsce z utworem „Maya Showtime” w krajowych eliminacjach do 55. Konkursu Piosenki Eurowizji oraz zagrał kilka koncertów w Japonii.
W marcu 2011 po wygaśnięciu umowy, którą zawarł z Jewgienijem Fridlandem i Kimem Briejtburg, zdecydował się na niezależne kontynuowanie działalności artystycznej. Od 2012 publikował kolejne single: „Nieriealnaja”, „Gdie ty?”, „Zа gorizont” i „Аlfa i Omiega”, którymi promował swój trzeci album pt. Alfa i Omiega wydany w grudniu 2013. W tym samym roku premierę miał jego pierwszy album kompilacyjny pt. Łuczszyje piesni, na którym umieścił najpopularniejsze piosenki ze swojego repertuaru. 5 lipca 2014 zagrał koncert urodzinowy w moskiewskiej sali koncertowej „Mir”, a zarejestrowany podczas wydarzenia materiał wydał pod koniec roku w formie albumu koncertowego pt. All In. W tym czasie wydał także singiel „Wanilnoje niebo”. W 2015 wydał kolejne single: „Sami” i „Obieszczaju”, który nagrał w duecie z Saszą Spiłbierg. Jesienią 2016 wziął udział w eliminacjach do piątej edycji programu Gołos, w którym występował w drużynie Grigorija Lepsa i ostatecznie zajął drugie miejsce w finale.

## Dyskografia
Albumy studyjne
- Ledi dożdia (2006)
- Formuła lubwi (2010)
- Аlfa i Omiega (2013)